# Megszakító

A kismegszakító rajzjele

A megszakító olyan elektromos eszköz, ami lekapcsol, ha az adott áramkörön nagy áram folyik keresztül. Ez általában olyankor fordul elő, ha túl sok eszköz van egyidőben rácsatlakoztatva, vagy jelentős áramigényű gépet működtetnek, illetve rövidzárlat esetén. A megszakítót villamos elosztószekrénybe szerelik.
Néhány speciális megszakító figyelemmel kíséri a feszültségszintet, és kikapcsolja a berendezést, ha túl magas feszültséget észlel. A megszakító ugyanazt csinálja, mint a biztosító, de azzal ellentétben a megszakítót nem kell cserélni, csak vissza kell kapcsolni, kivéve, ha például nagyon nagy áram folyik rajta keresztül rövidzárlat vagy villámcsapás következtében, amelyek károsíthatják az áramköri megszakítót.

## Megszakító típusai

### Kisfeszültségű megszakítók (kismegszakítók)

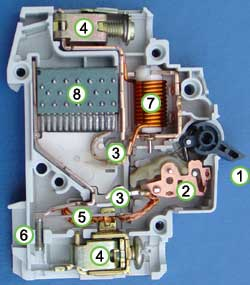
A kismegszakító részei

A kisfeszültségű (kevesebb mint 1000 V AC) típusokat leginkább a háztartásokban, kereskedelmi épületekben és különféle ipari létesítményekben alkalmazzák.
A kismegszakító (angolul: Miniature circuit breaker, rövidítve: MCB) névleges árama nem több, mint 125 A, megszakítóképessége nem több mint 50 kA. A kioldási jellemzők általában nem állíthatók. Termikus vagy termikus-mágneses működésű.
1. Működtető kar
2. Működtetőszerkezet
3. Érintkezések
4. Csatlakozó csavarok
5. Bimetál – leválasztja az érintkezést reagálva kisebb, hosszabb távú túlterhelésekre
6. Kalibráló csavar – lehetővé teszi a gyártónak, hogy pontosan beállítsa a kioldóáramot az eszköz összeszerelése után
7. Zárlati kioldó tekercs
8. Ívoltókamra

Szabványos névleges áramértékek: 1, 2, 3, 4, 6, 10, 13, 16, 20, 25, 32, 40, 50, 63, 80, 100 és 125 Amper.
Szabványos megszakítóképességek: 4500, 6000, 10.000, 15.000, 25.000, 50.000 Amper.

#### Kategóriái
A kismegszakítók túláram esetén általában késleltetéssel kapcsolnak le, azonban ha az áram nagysága elér egy kritikus értéket őnidősen (amilyen gyorsan a megszakító szerkezete engedi) megszakítják az áramkört. Ennek a túláramnak a nagyságát adja meg a kismegszakító kategóriája:
- B: a névleges áram 3-5-szöröse
- C: a névleges áram 5-10-szerese
- D: a névleges áram 10-20-szorosa[2][3]

### Nagyfeszültségű megszakítók
A nagyfeszültségű megszakítók olyan nagy terhelést elviselő kapcsolók, melyek alkalmasak az üzemszerű bekapcsolás és vezetés mellett rendkívül nagy áram megszakítására is. A kikapcsoláskor az érintkezők között keletkező ívet többféle módon semlegesítik. Ívoltó kamrát töltenek fel szigetelőolajjal (elavult), nagy nyomású levegővel (elavult), napjainkban vákuum és kén-hexafluorid, szén-dioxid alkalmazása az elterjedt.
Tokozott vákuumos berendezéssel lehetséges 145 kV névleges feszültségen akár 40 kiloamper (kA) rövidzárlati áramot megszakítani. Elektromos átviteli hálózaton való alkalmazásuk során elkerített alállomások területén, áram- és feszültségmérő eszközökkel, és védelmi automatikákkal együtt telepítik. Modern teljesítményelektronikai eszközök alkalmazása áram és frekvenciaszabályozásra korlátozódik, mert azok galvanikus elválasztása – működési elve következtében – nem megoldott.